# قانون کار استرالیا

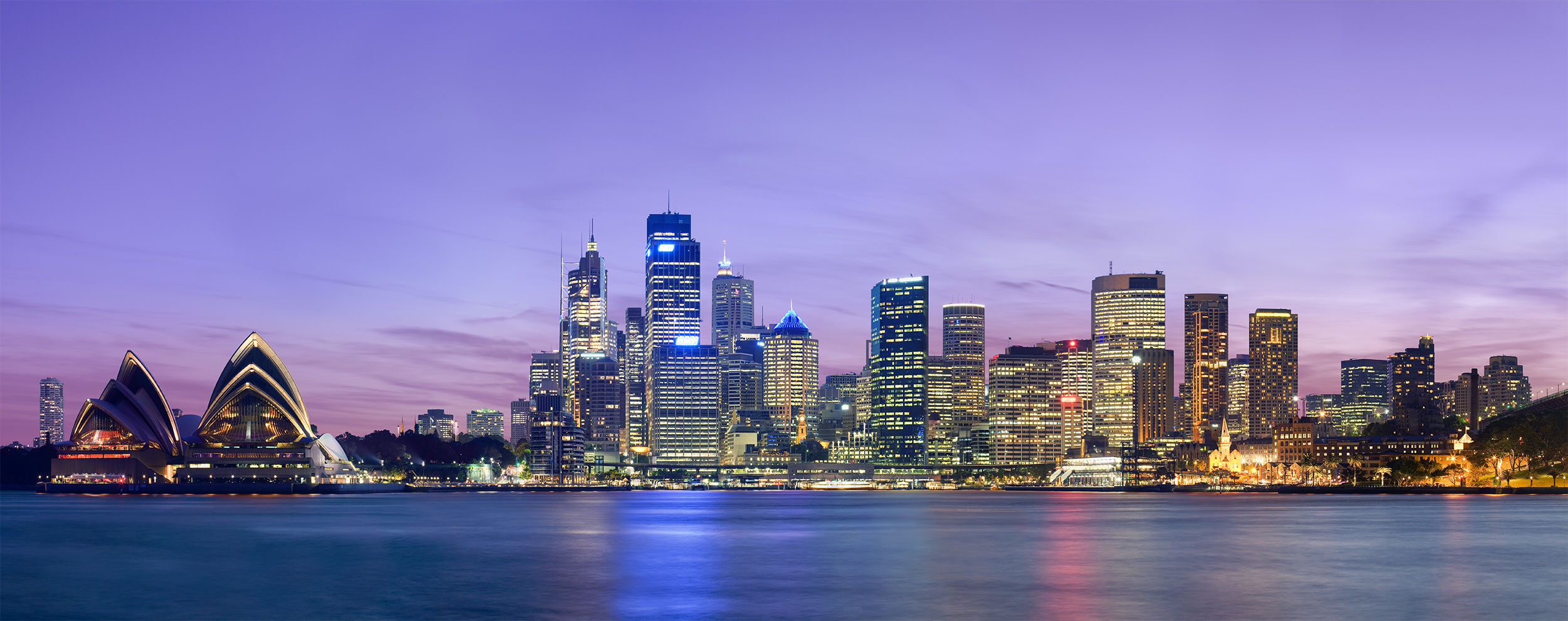
در سال ۲۰۲۳، نیروی کار استرالیا ۱۴٫۲ میلیون نفر بود، با ۱٫۴ میلیون عضو اتحادیه کارگری، متوسط درآمد سالانه ۷۲۷۵۳ دلار، ۳٫۸ درصد بیکاری و ۶٫۴ درصد بیکاری.

قانون کار استرالیا حقوق کارگران، نقش اتحادیه‌های کارگری و دموکراسی در کار و وظایف کارفرمایان را در سرتاسر کشورهای مشترک‌المنافع و در ایالت‌ها تعیین می‌کند. بر اساس قانون کار منصفانه ۲۰۰۹، کمیسیون کار منصفانه حداقل دستمزد ملی را ایجاد می‌کند و بر استانداردهای ملی اشتغال برای ساعات منصفانه، تعطیلات، مرخصی والدین و امنیت شغلی نظارت می‌کند. FWC همچنین جوایز مدرنی را ایجاد می‌کند که برای اکثر بخش‌های کاری اعمال می‌شود، تعداد آنها به ۱۵۰ در سال ۲۰۲۴ می‌رسد، با حداقل مقیاس حقوق، و حقوق بهتر برای اضافه‌کاری، تعطیلات، مرخصی با حقوق و بازنشستگی برای بازنشستگی در دوران بازنشستگی. فراتر از این طبقه از حقوق، اتحادیه‌های کارگری و کارفرمایان اغلب توافق نامه‌های تجاری برای دستمزدها و شرایط بهتر در محل کار خود ایجاد می‌کنند. در سال ۲۰۲۴، قراردادهای دسته جمعی ۱۵ درصد از کارمندان را تحت پوشش قرار داد، در حالی که ۲۲ درصد از کارمندان به عنوان "توافق" طبقه‌بندی شدند، به این معنی که بسیاری از حمایت‌های کارگران دیگر را از دست می‌دهند. قوانین استرالیا در مورد حق اقدام جمعی از جمله محدود کننده‌ترین قوانین در جهان توسعه یافته است و استرالیا مانند اکثر کشورهای ثروتمند OECD از حقوق کارگران برای رای دادن و انتخاب مدیران کارگری در هیئت مدیره شرکت‌ها حمایت نمی‌کند.
رفتار برابر در محل کار توسط مجموعه‌ای از قوانین از قانون کار منصفانه ۲۰۰۹، قانون تبعیض نژادی ۱۹۷۵، قانون تبعیض جنسیتی ۱۹۸۴، قانون تبعیض ناشی از معلولیت ۱۹۹۲، قانون تبعیض سنی ۲۰۰۴ و مجموعه‌ای از قوانین ایالتی، با شکایات احتمالی به نمایشگاه حمایت می‌شود. کمیسیون کار، کمیسیون حقوق بشر استرالیا، و تنظیم کننده‌های ایالتی. علیرغم این سیستم، نابرابری ساختاری ناشی از مرخصی و مسئولیت نابرابر والدین، مشاغل تفکیک شده و الگوهای تاریخی بیگانه هراسی به این معنی است که شکاف دستمزد جنسیتی ۲۲ درصد است در حالی که شکاف دستمزد بومی‌ها ۳۳ درصد است. این نابرابری‌ها معمولاً با یکدیگر تلاقی می‌کنند و با نابرابری کلی درآمد و امنیت ترکیب می‌شوند. قوانین امنیت شغلی شامل اخطار معقول قبل از اخراج، حق داشتن دلیل عادلانه قبل از اخراج و پرداخت‌های مازاد بر کار است. با این حال، بسیاری از این حمایت‌ها برای کارمندان معمولی یا کارمندان در محل‌های کاری کوچکتر کاهش می‌یابد. دولت مشترک‌المنافع، از طریق سیاست‌های مالی، و بانک مرکزی استرالیا، از طریق سیاست‌های پولی، قرار است اشتغال کامل را تضمین کنند، اما در دهه‌های اخیر تعهد قبلی برای حفظ بیکاری در حدود ۲٪ یا کمتر محقق نشده است. استرالیا شباهت‌هایی با کشورهای با درآمد بالاتر دارد و برخی از کنوانسیون‌های سازمان بین‌المللی کار را اجرا می‌کند.

## تاریخچه
اولین حقوق فدرال کار استرالیا به دنبال قانون اساسی استرالیا در سال ۱۹۰۱ بود، با این حال این قانون برای مدت طولانی کار در مستعمرات را تنظیم می‌کرد و اغلب با خشونت آزادی کار را سرکوب می‌کرد. سرزمین استرالیا به اجبار توسط مهاجران امپراتوری بریتانیا سکنی گزیده شد که در خلیج بوتانی مستقر شدند و سپس در سال ۱۷۸۰ اعلام کردند که قاره شرقی را در اختیار دارند. پس از از دست دادن قلمرو خود به ایالات متحده در جنگ استقلال آمریکا، بریتانیا مستعمره‌ای را ایجاد کرد. ۱۴۰۰ مهاجر و محکوم در سیدنی در سال ۱۷۸۸. قبل از استعمار، حدود ۱٫۲ میلیون بومی استرالیا زندگی می‌کردند، اما تماس با مهاجران اروپایی تا ۸۰ درصد از مردم را به دلیل آبله و سایر بیماری‌ها کشت. در جنگ‌های مرزی استرالیا در طول قرن بعد، حدود ۱۱۵۰۰۰ نفر از مردم بومی، به ویژه در کوئینزلند، قتل عام یا کشته شدند. کارگران بومی استرالیا معمولاً در خطوط شکارچی سازماندهی می‌شدند و در داخل و بین قبایل و از طریق تجارت بین گروه‌های ملی همکاری می‌کردند. در مقابل، کار بریتانیا در درجه اول اجباری بود، با عرضه دائمی زندانیان از جزایر بریتانیا که جنایات آنها اغلب مربوط به فقر یا تلاش برای دستمزد بهتر بود. برای مثال، در R v Lovelass، گروهی متشکل از پنج کارگر مزرعه در تولپادل، دورست یک اتحادیه کارگری را سازماندهی کرده بودند، زیرا دستمزد آنها از نه شیلینگ به دستمزد قحطی شش شیلینگ در هفته کاهش یافت. آنها بر اساس قانون سوگند غیرقانونی ۱۷۹۷ و قانون انجمن‌های غیرقانونی ۱۷۹۹ محکوم شدند و به انتقال به سیدنی محکوم شدند. حمایت و اعتراض گسترده مردمی باعث شد که این پنج نفر به شهدای تولپودل معروف شوند و در نهایت مورد عفو قرار گیرند.

## حقوق و قراردادهای کار
روابط کاری در استرالیا با یک قرارداد شروع می‌شود و دارای حقوق اولیه برای دستمزد و شرایط منصفانه است. بیشتر حقوق برای «کارمندان» (نه خوداشتغال‌ها) است که با واقعیت قدرت چانه‌زنی نابرابر سیستماتیک در مقایسه با کارفرمایان تعریف می‌شوند که معمولاً به شکل شرکتی سازماندهی می‌شوند. طبق قانون، حقوق مهمتر از شرایط قراردادی است که کارفرمایان اعمال می کنند. قرارداد معامله‌ای است که با رضایت منعقد می‌شود و قانون و قانون عرفی حقوق پیش‌فرض را تعیین می‌کند، مانند ساعات کافی، سیستم کار ایمن، و گاهی حسن نیت. علاوه بر این، بر اساس قانون کار منصفانه ۲۰۰۹، کمیسیون کار منصفانه حداقل دستمزد ملی، سیستمی از مقیاس‌های حداقل دستمزد را در جوایز مدرن تعیین می‌کند و بر چانه‌زنی جمعی بین اتحادیه‌ها و کارفرمایان نظارت می‌کند. استانداردهای ملی اشتغال همچنین کف حقوق را برای حداکثر استاندارد ۳۸ ساعت در هفته، حداقل ۲۸ تا ۳۷ روز مرخصی سالانه و تعطیلات رسمی و مرخصی طولانی مدت تعیین می‌کند. جوایز مدرن تعیین شده توسط کمیسیون کار منصفانه، برای ۱۵۰ بخش محل کار در سال ۲۰۲۴، باید شامل شرایط مربوط به زمان کار، مشاوره قبل از تغییرات، اشکالات، و انعطاف‌پذیری باشد و معمولاً شامل حقوق بیشتر مانند اضافه‌کاری بیشتر، استراحت و موارد دیگر باشد. تعطیلات، و بازنشستگی برای تضمین درآمد مناسب بازنشستگی مردم.